# Analyse des gaz émanents

Gaz libérés en fonction de la température d'un échantillon chauffé de roche martienne.

L'analyse des gaz émanents ou analyse des gaz émis ou EGA (en anglais : Evolved Gas Analysis) est une méthode utilisée pour étudier les gaz dégagés à partir d'un échantillon chauffé qui subit une combustion, une décomposition chimique, un dégazage ou une désorption.
Différentes méthodes d'analyse peuvent être employées, telles que la spectrométrie de masse (SM), la spectroscopie infrarouge à transformée de Fourier (FTIR), la chromatographie en phase gazeuse (CPG) ou l'analyse optique de gaz in situ. La combinaison des analyseurs permet d'éliminer les inconvénients des méthodes individuelles.

## Techniques couplées
Les méthodes d'analyse citées ci-dessus peuvent être couplées avec des méthodes d'analyse thermique pour analyser le gaz produit lors du chauffage.
En couplant une TGA (thermogravimétrie) ou une DSC (calorimétrie différentielle à balayage) avec un spectromètre de masse quadrupolaire (QMS) rapide, la détection de la séparation des gaz et l'identification des composants séparés sont possibles en corrélation temporelle exacte avec les autres signaux d'analyse. La DSC/TGA-QMS ou TGA-QMS donne des informations sur la composition (masse des éléments et des molécules) des gaz dégagés. Elle permet une interprétation rapide et facile des vapeurs atomiques/inorganiques et des gaz standards comme H2, H2O, CO2. La fragmentation, l'interprétation des molécules organiques est parfois difficile.
La combinaison avec une FTIR est devenue populaire, en particulier dans l'industrie de production de polymères et de produits chimiques et pharmaceutiques. La DSC/TGA-FTIR ou TGA-FTIR donne des informations sur la composition (bandes d'absorption) des gaz dégagés (conditions de liaison). L'avantage est une interprétation facile (bases de données spectrales) de vapeurs organiques sans fragmentation. Les molécules symétriques ne peuvent pas être détectées.

## Utilisations
L'analyse des gaz émanents trouve divers usages, parmi lesquels celui de la caractérisation des matériaux, l'analyse des polymères, la caractérisation des schistes bitumineux et dans l'étude des réactions d'oxydoréduction et des catalyseurs.